# Granho
Granho is een plaats (freguesia) in de Portugese gemeente Salvaterra de Magos en telt 864 inwoners (2001).